# Hermans Egleskalns
Hermans Egleskalns est un joueur letton de volley-ball né le 8 décembre 1990. Il mesure 2,04 m et joue attaquant. Il est international letton.

## Clubs
| Club                 | De            | À             |
| -------------------- | ------------- | ------------- |
| VK Ozolnieki         | 2007-2008     | 2007-2008     |
| Cesu Alus            | 2008-2009     | 2008-2009     |
| Team Lakkapää        | 2009-2010     | 2010-2011     |
| Noliko Maaseik       | 2011-2012     | 2012-2013     |
| Chaumont VB52        | 2013-2014     | 2014-2015     |
| Olympiakos Le Pirée  | 2015-2016     | 2015-2016     |
| Nice VB              | 2016-2017     | 2016-2017     |
| Tours VB             | 2017-2018     | 2019-2020     |
| Olympiakos Le Pirée  | 2020-2021     | 2021-2022     |
| Cambrai Volley       | 2022-2023     | 2022-2023     |
| Shabab Al-Ahli       | 2023-2024     | 2023-2024     |
| Tours VB             | juin 2024     | décembre 2024 |
| Flísvos Paleó Fáliro | décembre 2024 | ...           |

## Palmarès
Championnat de France de volley-ball masculin (2)
- vainqueur : 2018, 2019

Coupe de France (1)
- Vainqueur : 2019

Championnat de Belgique (1)
- Vainqueur : 2012
- Finaliste : 2013

Coupe de Belgique (1)
- Vainqueur : 2012
- Finaliste : 2013

Supercoupe de Belgique (1)
- Vainqueur : 2012
- Perdant : 2013

Coupe de Grèce (1)
- Vainqueur : 2016

Coupe de la Ligue grecque (1)
- Vainqueur : 2016